# Engelhardtia ursina
Engelhardtia ursina är en fjärilsart som beskrevs av Smith 1898. Engelhardtia ursina ingår i släktet Engelhardtia och familjen nattflyn. Inga underarter finns listade i Catalogue of Life.